# 도망자 플랜 B
《도망자 플랜 B》는 2010년 9월 29일부터 2010년 12월 8일까지 방영된 KBS 2TV 수목 드라마이다.

## 줄거리
천문학적인 돈을 쫓는 사람들이 만나 벌어지는 첩보 액션 코미디 드라마

## 등장 인물

### 주요 인물
- 정지훈 : 지우 역

국제탐정협회 소속 탐정. 하지만 한국에는 탐정이라는 직업이 없기 때문에 사설정보관리사라는 직책을 사용한다. 돈과 미녀라면 사족을 못쓰며 100만원짜리 의뢰를 1억원이라 뻥튀기할 정도로 뛰어난 입담도 가졌다. 어느날, 멜기덱이라는 수수께끼 조직에 의해 절친이자 동업자 케빈을 살인했다는 누명을 쓰게되면서 도망자 신세가 된다.
- 이나영 : 진이 역

어느날 지우에게 멜기덱을 찾아달라는 의뢰를 한 묘령의 연인. 그녀가 멜기덱을 쫓는 까닭은 그들이 친부모와 양부모를 비롯한 일가족을 모두 살해했기 때문. 지우에게 의뢰를 했긴 하지만 무슨 이유에서인지 그를 백퍼센트 신뢰하지만은 않는다. 카이와 연인 사이다.
- 다니엘 헤니 : 카이 역

진이의 남자친구. 선박업 재벌이라 재력이 무척 뛰어나며 멜기덱을 쫓는 진이를 물심양면으로 돕는다. 하지만 이 과정에서 뭔가를 숨기는듯한 모습을 보여주고 있었고 또 진이와 지우가 가까워지기 시작할 무렵에는 결혼까지 결심한 여자를 깔끔하게 포기한다.
- 이정진 : 도수 역

서울지방경찰청 외사과 형사. 통칭 도반장. 케빈 정 살인용의자로 지우를 추격하지만 번번이 그의 기발한 트릭에 속아넘어가 놓쳤고 이 때문에 승부근성이 발동한다. 하지만 팀의 부패와 내부압력으로 동료들은 중상을 입기 시작했고 아끼던 여후배 윤소란까지 잃는 비극을 당하게 된다.
- 윤진서 : 윤소란 역

서울지방경찰청 외사과 형사. 강력형사답게 소매치기들을 순식간에 때려눕히는 빼어난 싸움실력과 껄렁함을 가졌다. 도반장을 짝사랑하는지라 날마다 그를 오빠라고 부르며 쫓아다닌다. 극초반에는 계속 윤형사라고만 불리다 17화에서 '소란'이라는 이름이 밝혀진다. 처음에는 적극적으로 도반장에게 들이대지만 아무리 들이대도 그가 통 관심을 보이지 않자 후반부에 가서는 그에 대한 관심을 끊어버렸다.

### 서울지방경찰청
- 데니안 : 백남정 역

외사과 팀장. 원래 팀의 막내였지만 재력가 부친의 빽줄로 하루아침에 팀장으로 고속승진을 했고 이후 친형처럼 따르던 도수를 친동생 이상으로 깔보기 시작한다. 하지만 빽줄만 좋을뿐 팀장의 능력은 전혀 없기에 팀원들이 모두 일본으로 해외수사를 떠났을때도 혼자 사무실에 남아 매수당한 오국장에게 휘둘리기만 한다.
- 남문철 : 오 국장 역

외사과 국장. 하지만 양두희에게 매수당한지라 그를 잡으려드는 지우와 진이는 말할것도 없고 나중가서는 도수의 팀 전체를 없애려 들기까지 한다.
- 김형종 : 김 형사 역
- 정승교 : 이 형사 역
- 김수현 : 박 형사 역
- 송지은 : 최 반장 역 - 도수의 경찰학교 동기

### 지우의 주변 인물
- 오지호 : 케빈 정 역

지우의 동업자이자 절친한 친구. 한국에서 벌어진 호프집 화재사건때 멜기덱에게 무참하게 살해당했고 이에 사건을 맡은 서울지방경찰청은 이익 배분관계를 지우를 유력한 용의자로 보고 수사를 한다. 평범하게 살던 지우를 도망자 신세로 만든 장본인.

### 카이의 주변 인물
- 유리엘 : 소피 (임 비서) 역

### 국제탐정협회 태평양 아시아지부
- 조희봉 : 제임스 봉 역 - 마카오
- 성동일 : 나카무라 황 역 - 일본
- 공형진 : 장사부 역 - 중국

### 관련 인물
- 송재호 : 양두희 역
- 김응수 : 양영준 역
- 조시 호 : 화이 역
- 적룡 : 제너럴 위 역
- 윤손하 : 황미진 역
- 다케나카 나오토 : 히로키 역 (특별출연, 2회)
- 우에하라 다카코 : 키에코 역 (특별출연, 2회)
- 미상 : 멜기덱 역

### 그 외 인물
- 곽현화 : 홍 과장 역
- 김광민 : 김 실장 역
- 송용태 : 주지 스님 역
- 김준배 : 이 박사 역
- 주아 : 수연 역
- 김윤태
- 남문철
- 송시연 : 나카무라 황의 비서 역
- 장윤서 : 후미코 역
- 정철규 : 필리핀 보디가드 역
- 안석환

### 특별출연
- 이다해 : 혜원 역 (1회)
- 한정수 : 서울동부경찰서 부정부패 형사 역 (2회)
- 이종혁 : 영사실 통역사 황철호 역 (2회)
- 정두홍 : 괴한 역 (2회)
- 조상기 : 구안테로 역 (2회)
- 엠블랙

## 시청률
최저 시청률과 최고 시청률은 시청률 조사회사와 지역별로 시청률에 차이가 있을 수 있습니다.
| 2010년      | 2010년      | 2010년         | 2010년       | 2010년         | 2010년       |
| 회차        | 방송일      | TNmS 시청률    | TNmS 시청률  | AGB 시청률     | AGB 시청률   |
| 회차        | 방송일      | 대한민국(전국) | 서울(수도권) | 대한민국(전국) | 서울(수도권) |
| ----------- | ----------- | -------------- | ------------ | -------------- | ------------ |
| 제1회       | 9월 29일    | 21.7%          | 21.4%        | 20.7%          | 20.7%        |
| 제2회       | 9월 30일    | 17.3%          | 17.2%        | 17.9%          | 17.6%        |
| 제3회       | 10월 6일    | 15.9%          | 16.1%        | 18.0%          | 16.8%        |
| 제4회       | 10월 7일    | 16.0%          | 16.6%        | 16.2%          | 15.6%        |
| 제5회       | 10월 13일   | 15.5%          | 16.0%        | 15.1%          | 15.0%        |
| 제6회       | 10월 14일   | 12.0%          | 12.2%        | 11.9%          | 12.1%        |
| 제7회       | 10월 20일   | 11.9%          | 12.5%        | 10.8%          | 10.8%        |
| 제8회       | 10월 21일   | 11.6%          | 12.3%        | 11.0%          | 11.4%        |
| 제9회       | 10월 27일   | 12.7%          | 13.3%        | 12.8%          | 13.6%        |
| 제10회      | 10월 28일   | 13.1%          | 13.5%        | 12.3%          | 13.1%        |
| 제11회      | 11월 3일    | 13.8%          | 13.9%        | 12.5%          | 12.2%        |
| 제12회      | 11월 4일    | 13.8%          | 14.6%        | 12.3%          | 12.1%        |
| 제13회      | 11월 10일   | 12.3%          | 12.4%        | 12.3%          | 12.7%        |
| 제14회      | 11월 11일   | 13.9%          | 14.2%        | 13.2%          | 13.6%        |
| 제15회      | 11월 17일   | 12.2%          | 12.3%        | 11.3%          | 11.5%        |
| 제16회      | 11월 18일   | 13.9%          | 14.2%        | 13.5%          | 14.9%        |
| 제17회      | 11월 24일   | 14.3%          | 15.3%        | 13.9%          | 14.3%        |
| 제18회      | 12월 1일    | 11.5%          | 11.7%        | 12.0%          | 13.3%        |
| 제19회      | 12월 2일    | 12.1%          | 12.5%        | 11.7%          | 13.3%        |
| 제20회      | 12월 8일    | 12.7%          | 12.7%        | 12.7%          | 13.3%        |
| 평균 시청률 | 평균 시청률 | 13.6%          | 13.9%        | 13.3%          | 13.6%        |

## 사운드 트랙

### Part.1
| #  | 제목                       | 가수   | 재생 시간 |
| -- | -------------------------- | ------ | --------- |
| 1. | 〈사랑같은건 믿지 않지만〉 | 신승훈 | 4:36      |

### 도망자 Plan. B OST
| #            | 제목                       | 가수         | 재생 시간 |
| ------------ | -------------------------- | ------------ | --------- |
| 1.           | 〈Running & Running〉      | 엠블랙       | 3:06      |
| 2.           | 〈사랑같은건 믿지 않지만〉 | 신승훈       | 4:36      |
| 3.           | 〈Chaos A.D.〉             | 포미닛       | 3:30      |
| 4.           | 〈Poison〉                 | 제아         | 3:54      |
| 5.           | 〈메이데이(Mayday)〉       | Oran-G       | 3:18      |
| 6.           | 〈Crazy Bounce〉           |              | 3:57      |
| 7.           | 〈Gun Likes A Girl〉       |              | 2:14      |
| 8.           | 〈Gloria〉                 |              | 4:07      |
| 9.           | 〈Dragon Of China〉        |              | 2:32      |
| 10.          | 〈잿빛 노을〉              |              | 3:36      |
| 11.          | 〈Break Out〉              |              | 3:11      |
| 12.          | 〈I Like To Move It〉      |              | 2:37      |
| 13.          | 〈Bullet Dance〉           |              | 2:16      |
| 14.          | 〈천국으로의 편도〉        |              | 3:03      |
| 15.          | 〈Born To Run〉            |              | 1:49      |
| 16.          | 〈No More Cigarette〉      |              | 3:45      |
| 17.          | 〈Unlimited〉              |              | 4:17      |
| 총 재생 시간 | 총 재생 시간               | 총 재생 시간 | 55:49     |

## 수상 경력
- 2010년 KBS 연기대상 남자 조연상 - 성동일

## 결방 사유
- 2010년 11월 25일 : 광저우 아시안 게임 중계 방송 편성 관계로 결방됨.

## 참고 사항
- 정지훈과 이나영은 해당 작품의 출연료 일부를 받지 못해 제작사를 상대로 소송을 제기해야 했다.[1]
- 전지현이 진이 역으로 물망에 올랐으나 영화 《설화와 비밀의 부채》의 막바지 촬영과 겹쳐 고사했다.[2]

## 동시간대 드라마
- MBC 수목 미니시리즈

《장난스런 키스》 (2010년 9월 1일 ~ 2010년 10월 21일)
《즐거운 나의 집》 (2010년 10월 27일 ~ 2010년 12월 23일)
- SBS 수목 미니시리즈

《내 여자친구는 구미호》 (2010년 8월 11일 ~ 2010년 9월 30일)
《대물》 (2010년 10월 6일 ~ 2010년 12월 23일)